# Nasim Garifullowitsch Muchitow
Nasim Garifullowitsch Muchitow (russisch Назим Гарифуллович Мухитов, auch russisch Николай Гарифуллович Мужитов; * 12. Januar 1942) ist ein früherer sowjetischer Biathlet.
Nasim Muchitow war zunächst Langläufer und wechselte dann zum Biathlon. Er gewann bei den Biathlon-Weltmeisterschaften 1971 in Hämeenlinna den Weltmeistertitel in der Staffel zusammen mit Alexander Tichonow, Wiktor Mamatow und Rinnat Safin. 1990 wurde ihm die Auszeichnung Verdienter Meister des Sports verliehen. Gemeinsam mit Anatoli Bjelow ist Muchitow Veranstalter einer traditionellen Langlauf- und Biathlonveranstaltung in Uljanowsk, wo er als Biathlontrainer tätig ist.